# 秋葉知一
秋葉 知一（あきば ともかず、1982年9月16日 - ）は、三重県出身の元社会人野球選手（投手）。

## 経歴
三重県立四日市工業高等学校2年次の1999年に夏の甲子園、3年次の2000年に春の選抜にエースとして出場。また1999年の第30回明治神宮野球大会高校の部で優勝を果たしている。
東都大学野球連盟に所属する国士舘大学に進学し、4年間を二部リーグでプレーした。大学時代の同期に小島紳二郎、岩﨑哲也がいる。
大学卒業後は日産自動車に入社。入社後3年間は目立った成績を残せなかったが、入社4年目の2008年から日産の左のエースとなった。
日産自動車の休部が発表された2009年シーズンは、同期入社の石田祐介と共にフル回転し、同年の都市対抗野球大会・日本選手権大会でのベスト4進出に大きく貢献した。
2010年シーズンからはJR東海硬式野球部に移籍しプレーを継続。2017年の第88回都市対抗野球大会において、都市対抗10年連続出場（補強での出場を含む）を表彰された。
30代後半になっても現役を続ける息の長い選手であったが、2019年シーズン限りで現役を引退した。

## 人物・エピソード
- ニックネームは「AKB18」。日産自動車時代の背番号が18番であったことに由来する。

## 主な表彰
- 第36回社会人野球日本選手権大会 優秀賞（投手部門）：2009年